# Arribes (somatofílac)
Arribes (Grec antic: Αρύββας) va ser un dels somatofílacs (guardaespatlles) d'Alexandre el Gran. Probablement pertanyia a la casa reial dels Molossos de l'Epir i, per tant, era parent de la mare d'Alexandre Olímpia.
Va ser nomenat somatophylax a la coronació d'Alexandre, el 336 aC, i va acompanyar-lo a la seva campanya cap a l'Orient. Mentre l'exèrcit macedoni era a Egipte, l'hivern del 332 al 331 aC, va emmalaltir i va morir. Va ser substituït per Lleonat.